# Belciana habroscia
Belciana habroscia là một loài bướm đêm trong họ Noctuidae.